# Тряпицына, Алла Прокофьевна
Алла Прокофьевна Тряпицына (род. 5 мая 1949 года) — советский и российский педагог, член-корреспондент РАО (1992), академик РАО (2017).
Член отделении общего среднего образования РАО.
Сфера научных интересов: методология педагогического исследования, подготовка учителей, модернизация образования.

## Награды
- Медаль ордена «За заслуги перед Отечеством» II степени (2010)[1]
- Заслуженный работник высшей школы Российской Федерации (1998)[2]